# Бочанка (приток Тобола)
Бочанка — река в России, протекает в Тюменской области. Устье реки находится в 370 км по правому берегу реки Тобол. Длина реки составляет 66 км.

## Притоки
- 1,8 км: Каньга
- 2,5 км: Тунгусла
- 36 км: Нижняя Синьга
- 40 км: Синьга

## Данные водного реестра
По данным государственного водного реестра России относится к Иртышскому бассейновому округу, водохозяйственный участок реки — Тобол от впадения реки Исеть и до устья, без рек Тура, Тавда, речной подбассейн реки — Тобол. Речной бассейн реки — Иртыш.
Код объекта в государственном водном реестре — 14010502612111200004155.